# Ernst Legal
Ernst Otto Eduard Legal (né le 2 mai 1881 à Schlieben, mort le 29 juin 1955 à Berlin) est un acteur, metteur en scène et directeur de théâtre et d'opéra allemand.

## Biographie
Ernst Legal fait aussi bien une carrière au théâtre qu'au cinéma. Il dirige le théâtre de Wiesbaden où il est élu Intendant par le conseil des acteurs pendant la révolution de novembre 1918. Après son licenciement, il travaille en tant que metteur en scène à Darmstadt de 1924 à 1927. Il est ensuite Intendant à Cassel en 1927-1928, au Schauspielhaus Berlin en 1931 puis au théâtre Hebbel de Berlin-Kreuzberg. De 1938 à 1944, il est metteur en scène au Schillertheater. Au cinéma, après avoir interprété de nombreux rôles de figuration, il a son premier grand rôle dans Straßenmusik en 1936.
De 1945 à 1952, Ernst Legal est Intendant du Deutschen Staatsoper à Berlin. Metteur en scène au Deutsches Theater de Berlin de 1947 à 1951, membre fondateur de l'association culturelle Kulturbund, membre du conseil du peuple allemand, il exerce une influence importante sur la vie culturelle de la jeune RDA. En 1950, ses conditions de travail se dégradent en raison de la stalinisation et il démissionne de ses fonctions après la controverse à propos du Procès de Lucullus de Bertolt Brecht en 1952. Il apparaît encore par la suite comme acteur dans des films tournés en Allemagne de l'Ouest.
Ernst Legal est le père de l'actrice Marga Legal.

## Filmographie
| - 1920 : L'Alcade de Zalamea (de) de Ludwig Berger - 1921 : Der Roman der Christine von Herre de Ludwig Berger - 1923 : Friedrich Schiller de Curt Goetz - 1924 : Les Nibelungen de Fritz Lang - 1924 : Le Cabinet des figures de cire de Paul Leni et Leo Birinski - 1930 : Es gibt eine Frau, die dich niemals vergißt de Leo Mittler - 1934 : Hanneles Himmelfahrt (réalisation : Thea von Harbou) - 1933 : Der Judas von Tirol (réalisation : Franz Osten) – Dialog-Regie - 1934 : Altgermanische Bauernkultur (réalisation : Franz Osten) - 1934 : Schachmatt (réalisation : Philipp Lothar Mayring) – Kurzfilm - 1934 : Jede Frau hat ein Geheimnis (réalisation : Max Obal) - 1934 : Ich sehne mich nach Dir (réalisation : Johannes Riemann) - 1934 : Die Liebe siegt (réalisation : Georg Zoch) - 1934 : Die Freundin eines großen Mannes (réalisation : Paul Wegener) - 1934 : Charleys Tante (réalisation : Robert A. Stemmle) - 1934 : Hanneles Himmelfahrt - 1935 : Hundert Tage de Franz Wenzler - 1935 : Ännchen von Tharau (réalisation : Rolf Randolf) - 1935 : Kater Lampe (réalisation : Veit Harlan) - 1935 : Einer zuviel an Bord - 1935 : Der Mann mit der Pranke (réalisation : Rudolf van der Noss) - 1935 : August der Starke (réalisation : Stanislaw Wasylewski, Paul Wegener) - 1935 : Anschlag auf Schweda (réalisation : Karlheinz Martin) - 1935 : Les Vaincus (réalisation : Carl Froelich) - 1936 : August der Starke de Paul Wegener : - 1936 : Straßenmusik (réalisation : Hans Deppe) - 1936 : Sein bester Freund (réalisation : Harry Piel) - 1936 : Maria, die Magd (réalisation : Veit Harlan) - 1936 : Kinderarzt Dr. Engel (réalisation : Johannes Riemann) - 1936 : Intermezzo (réalisation : Josef von Baky) - 1937 : Die gläserne Kugel (réalisation : Peter Stanchina) - 1937 : Paramatta, bagne de femmes (réalisation : Detlef Sierck) - 1937 : Wenn Frauen schweigen (réalisation : Fritz Kirchhoff) - 1937 : Les Sept Gifles (réalisation : Paul Martin) - 1937 : Musketier Meier III (réalisation : Joe Stöckel) - 1937 : Gabriele eins, zwei, drei (réalisation : Rolf Hansen) - 1937 : Un ennemi du peuple (réalisation : Hans Steinhoff) - 1937 : Yette la divine (réalisation : Erich Waschneck) - 1937 : Die Umwege des schönen Karl (réalisation : Carl Froelich) - 1937 : Le Mari qu'il me faut (réalisation : Wolfgang Liebeneiner) - 1937 : On a tué Sherlock Holmes (réalisation : Karl Hartl) - 1937 : Le Défi (réalisation : Luis Trenker) - 1937 : Das große Abenteuer (réalisation : Johannes Meyer) - 1938 : Pieux mensonge ou Mensonge de mère (Die fromme Lüge ) de Nunzio Malasomma - 1938 : Das Mädchen mit dem guten Ruf (réalisation : Hans Schweikart) - 1938 : Trafic de diamants (réalisation : Eduard von Borsody) - 1938 : Andalusische Nächte (réalisation : Herbert Maisch) - 1938 : Unsere kleine Frau (réalisation : Paul Verhoeven) - 1938 : La Danse sur le volcan (réalisation : Hans Steinhoff) - 1938 : Spiel im Sommerwind (réalisation : Roger von Norman) - 1938 : Diskretion – Ehrensache (réalisation : Johannes Meyer) - 1938 : Der Tag nach der Scheidung (réalisation : Paul Verhoeven) | - 1938 : Cœur immortel (réalisation : Veit Harlan) - 1938 : Das Leben kann so schön sein (réalisation : Rolf Hansen) - 1938 : Altes Herz geht auf die Reise (réalisation : Carl Junghans) - 1939 : Pedro soll hängen (réalisation : Veit Harlan) - 1939 : Meine Tante, deine Tante (réalisation : Carl Boese) - 1939 : Kennwort Machin (réalisation : Erich Waschneck) - 1939 : Le Voyage à Tilsit (en) (réalisation : Veit Harlan) - 1939 : Der Florentiner Hut (réalisation : Wolfgang Liebeneiner) - 1940 : Der dunkle Punkt (réalisation : Georg Zoch) - 1941 : Jakko (réalisation : Fritz Peter Buch) - 1941 : Les Comédiens (réalisation : Georg Wilhelm Pabst) - 1941 : Rembrandt (réalisation : Hans Steinhoff) - 1941 : Ich klage an (réalisation : Wolfgang Liebeneiner) - 1941 : Heimaterde (réalisation : Hans Deppe) - 1941 : Ein Windstoß (réalisation : Walter Felsenstein) - 1942 : Die heimlichen Bräute (réalisation : Johannes Meyer) - 1942 : La Ville dorée (réalisation : Veit Harlan) - 1942 : Andreas Schlüter (réalisation : Herbert Maisch) - 1942 : Symphonie d'une vie (réalisation : Hans Bertram) - 1942 : L'Implacable Destin de Paul Verhoeven - 1943 : Lumière dans la nuit (de) (réalisation : Helmut Käutner) - 1943 : Lache Bajazzo (réalisation : Leopold Hainisch, Giuseppe Fatigati) - 1943 : Le Lac aux chimères (en) (réalisation : Veit Harlan) - 1943 : Dangereux Printemps (réalisation : Hans Deppe) - 1943 : Das schwarze Schaf (réalisation : Miroslav Cikán) - 1944 : Sieben Briefe (réalisation : Vladimir Slavínský) - 1944 : Glück unterwegs (réalisation : Miroslav Cikán) - 1944 : Die Degenhardts (réalisation : Werner Klingler) - 1944 : La parole est à la défense (réalisation : Werner Klingler) - 1944 : Spiel mit der Liebe (réalisation : Alfred Stöger) - 1944 : Leb' wohl, Christina (réalisation : Gustav Fröhlich) - 1944 : Dir zuliebe (réalisation : Martin Frič) - 1945 : Das Mädchen Juanita (réalisation : Wolfgang Staudte) - 1945 : Das Leben geht weiter (réalisation : Wolfgang Liebeneiner) - 1947 : Kein Platz für Liebe (réalisation : Hans Deppe) - 1948 : Danke, es geht mir gut (réalisation : Erich Waschneck) - 1948 : Frech und verliebt (réalisation : Hans Schweikart) - 1948 : L'Étrange aventure de Monsieur Fridolin B. (réalisation : Wolfgang Staudte) - 1948 : Und wieder 48 (réalisation : Gustav von Wangenheim) - 1949 : Figaros Hochzeit (réalisation : Georg Wildhagen) - 1950 : C'est arrivé un jour (réalisation : Rudolf Jugert) - 1950 : Mathilde Möhring (réalisation : Rolf Hansen) - 1951 : Karriere in Paris (réalisation : Georg C. Klaren, Hans-Georg Rudolph) - 1951 : Le Sujet de Sa Majesté (réalisation : Wolfgang Staudte) - 1953 : Jonny rettet Nebrador (réalisation : Rudolf Jugert) - 1953 : Die Stärkere (réalisation : Wolfgang Liebeneiner) - 1953 : Der verzauberte Königssohn (réalisation : Franz Fiedler) - 1954 : Docteur pour femmes (réalisation : Falk Harnack) - 1955 : Der Himmel ist nie ausverkauft (réalisation : Alfred Weidenmann) |

## Source de la traduction
- (de) Cet article est partiellement ou en totalité issu de l’article de Wikipédia en allemand intitulé « Ernst Legal » (voir la liste des auteurs).